# 電通総研セキュアソリューション
株式会社電通総研セキュアソリューション（でんつうそうけんセキュアソリューション、英: DENTSU SOKEN SECURE SOLUTIONS INC.）は、東京都港区に本社を置く、日本のシステムインテグレーター。電通グループの中で唯一であり、かつ最大のインフラソリューションベンダーとしての役割も担う企業。

## 会社概要
電通総研（旧・電通国際情報サービス）の戦略的グループ会社として2009年に設立。設立以来、デジタル・インフラ、システム・サポート、ユーザー・サポート領域の専門家集団として、国内外のあらゆる業界の大手顧客企業が抱える課題に対し、IT技術を駆使して総合的に支援している。

## 事業概要
セキュアインフラ事業
グローバル企業が利用するアプリケーションの稼働を支えるITインフラ、セキュリティに関するコンサルティング、要件定義・設計構築サービスに加えて、企業のDXを最新技術で支援する各種サービスを提供。
システムサポート事業
HCM、会計、ERP、BI等の多様なシステムのライフサイクルを総合的にサポート。導入前後のトレーニング、プログラム開発、大規模バージョンアップのプロジェクト・マネジメントなどを提供。
ユーザーサポート事業
PC等パーソナルデバイスの環境管理や活用支援を行うデスクトップサービス、CAD・CAE等を含むPLMソフトウェアのユーザー支援サービス、情報システム部門向けヘルプデスクサービスなどを提供。

## 沿革
- 2009年
  - 電通総研グループの戦略的グループ会社として設立
  - ITインフラコンサルティング、設計、構築、運用、保守ビジネスの提供を開始
  - 会計・人事など各種ERPの運用保守サービスの提供を開始
  - 大阪事業エリアの営業を開始
  - 名古屋事業エリアの営業を開始
- 2010年
  - CAD/CAM/CAE/PLMなどの製造業向け製商品のヘルプデスクサービスの提供を開始
  - 広島事業エリアの営業を開始
  - ISO27001取得
- 2011年 - ITライフサイクルマネジメントサービスの提供を開始
- 2012年
  - デスクトップ仮想化（VDI）ソリューションの提供を開始
  - 当社独自の監視・運用管理基盤「AOSMS」の提供を開始
- 2014年 - グラフィック処理に特化したデスクトップ仮想化ソリューション（CAD on VDI）の提供を開始
- 2015年 - 決算日を12月31日に変更
- 2017年 - 本社を東京都港区港南一丁目8番15号に移転。株式会社ISID-AOに社名変更
- 2018年 - クラウド環境向けジョブ管理サービスの提供を開始
- 2019年 - 働き方改革関連プロダクトの提供を開始
- 2020年 - Fintechスタートアップ向けITサポートサービスの提供を開始
- 2022年 - 本社を東京都港区港南二丁目17番1号に移転（現在地）
- 2024年 - 株式会社電通総研セキュアソリューションに社名変更

## 支社
- 新橋支社 - 東京都港区新橋2-5-5　新橋2丁目MTビル内
- 大阪支社 - 大阪市北区堂島浜2-2-28　堂島アクシスビル内